# Dorothea Steiner
Dorothea Steiner (Schwandorf, 21 agosto 1948) è una politica, insegnante e sindacalista tedesca.
Iscritta ai Alleanza 90/I Verdi dal 1986, comincia a far politica attiva come consigliere comunale di Osnabrück (1992-1999), città dove svolgeva l'attività di insegnante dal 1980.
Nel 1998 fu eletta al parlamento della Bassa Sassonia e lasciò l'insegnamento; dopo due mandati, nel 2008 tornò ad insegnare, ma solo per un anno: nel 2009 fu infatti eletta al Bundestag, nel collegio di Osnabrück-Stadt. Alle elezioni federali del 2013 non è stata rieletta.
È membro del sindacato Ver.Di.